# Meyer Desert
Il Meyer Desert (in lingua inglese: area desertica di Meyer) è una zona di forma triangolare e priva di ghiaccio che si estende su una superficie di 50 miglia quadre (130 km²), all'estremità settentrionale del Dominion Range, catena montuosa che fa parte dei Monti della Regina Maud, in Antartide. Si tratta di un'area desertica posizionata vicino alla confluenza tra il Ghiacciaio Beardmore e il Ghiacciaio Mill.
La denominazione è stata assegnata dalla New Zealand Geological Survey Antarctic Expedition del 1961-62 in onore di George Meyer, dell'United States Antarctic Research Program (USARP), responsabile scientifico presso la Stazione McMurdo nel 1961 e che aveva guidato un gruppo di ricerca in quest'area nell'estate 1961-62.
Uno studio del 2003 riporta la scoperta dei resti del primo mollusco di acqua dolce rinvenuto nell'Antartide, avvenuta nel Meyer Desert. I ritrovamenti includono sia un frammento di un Lymnaeidae non identificato (una chiocciola di acqua dolce), che di un Pisidium non identificato (un bivalve di acqua dolce).